# Copa Asociación Argentina
La Copa Asociación Argentina fue un torneo amistoso de interselecciones que enfrentó a los combinados de la Liga Rosarina de Football (posteriormente Asociación Rosarina de Fútbol) y la Asociación Uruguaya de Fútbol. El trofeo fue donado por el exfutbolista de Alumni y por entonces dirigente de la Asociación Argentina de Football (posteriormente Asociación del Fútbol Argentino) Mariano Reyna.

## Historia
El torneo constó de 18 ediciones, disputadas entre los años 1912 y 1947. Ya en su primer año contó con ciertas incidencias; la Liga Rosarina no había convocado para jugar a Zenón Díaz, capitán de Rosario Central y por entonces uno de los futbolistas más destacados de Argentina toda. Sus compañeros de club Ignacio Rota, Pablo Molina, Harry Hayes y Serapio Acosta no concurrieron a su citación en solidaridad con Díaz, por lo que fueron sancionados (excepto Acosta), y Rosario vio disminuido su potencial, cayendo 4-1 ante la selección celeste.
El primer triunfo rosarino llegó en la tercera edición de la competencia. En 1915 el combinado argentino batió a Uruguay 3-2, con tres anotaciones del delantero perteneciente a Tiro Federal Carlos Guidi.

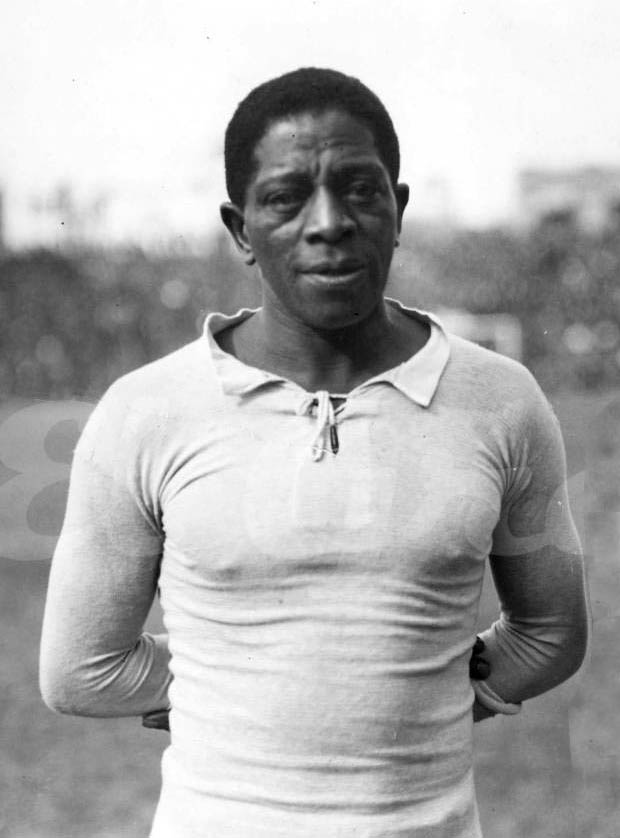
Isabelino Gradín (Uruguay, 1919)
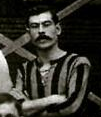
Pablo Molina (Rosario, 1919)
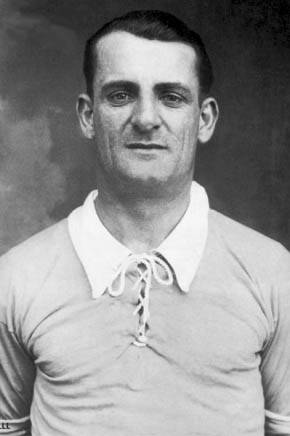
José Nasazzi (Uruguay, 1934)
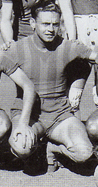
Juan Hohberg (Rosario, 1947)

En 1917 se produjo un hecho curioso; Uruguay resultó vencedor 1-0, en encuentro en el que cumplió una destacada labor el arquero charrúa Cayetano Saporiti. Sobre el final del partido el delantero rosarino Gabino Sosa remató al arco al conectar un centro y el balón salió apenas desviado, pero la ausencia de redes y el hecho de que se jugaba de noche confundió al público que, creyendo haber visto un gol, invadió el campo de juego para celebrarlo. El árbitro suspendió inmediatamente el encuentro y al día siguiente se aclaró que el gol no había existido.

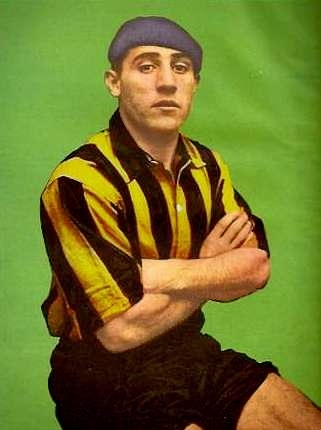
Severino Varela (Uruguay, 1937)
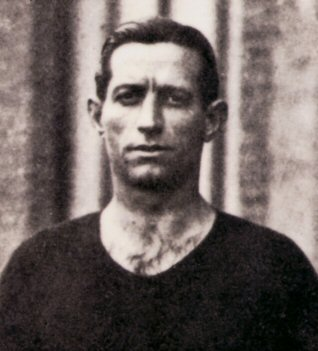
Julio Libonatti (Rosario, 1919)
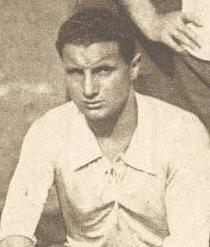
Héctor Castro (Uruguay, 1934)
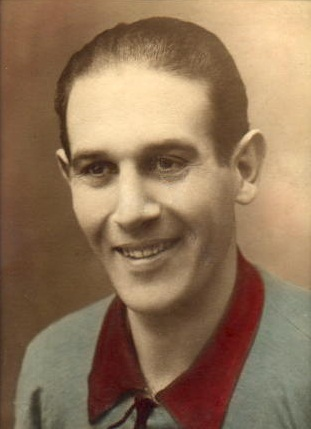
Vicente Aguirre (Rosario, 1923)

Otro resonante triunfo rosarino sucedió en 1919; allí la victoria fue por 4-1 y contó con grandes actuaciones de los hermanos Libonatti (Julio y Umberto), quienes anotaron un gol cada uno, y de Pablo Molina, quien anuló por completo a la dupla de atacantes de punta uruguayos compuesta por Pérez y el famoso Isabelino Gradín.
Durante la década de 1920 la disputa del torneo se discontinuó; algunos cortocircuitos en las relaciones entre las federaciones nacionales de Argentina y Uruguay influyeron en la merma del juego de la competición.

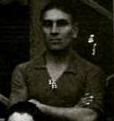
Zenón Díaz (Rosario, 1915 y 1917)
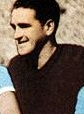
Roque Máspoli (Uruguay, 1945)
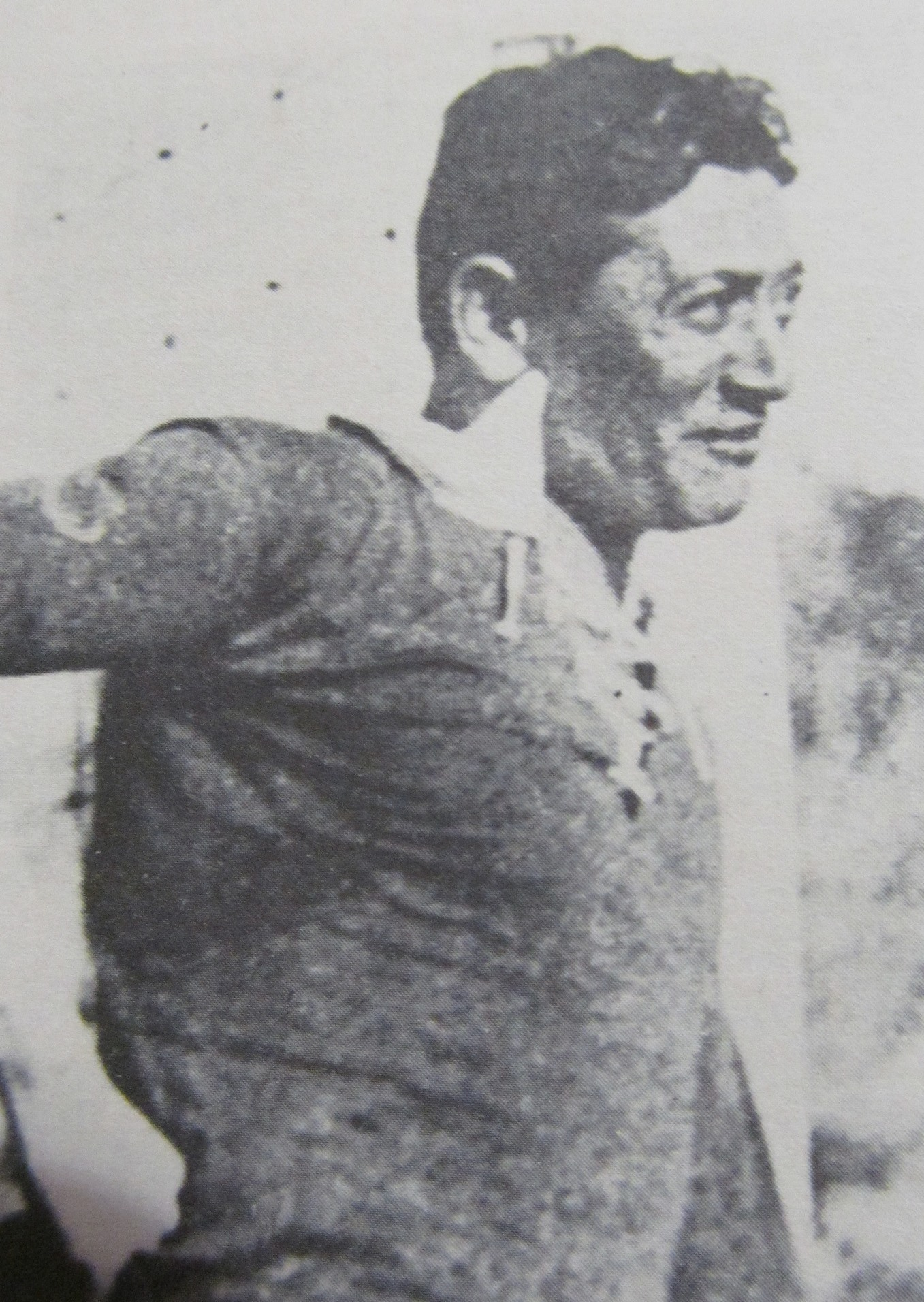
Gabino Sosa (Rosario, 1917, 1919 y 1923)
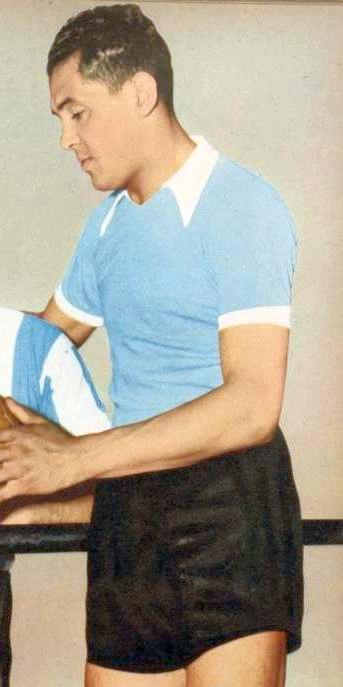
Obdulio Varela (Uruguay, 1945)

Con el avenimiento del profesionalismo, resurgió el ánimo por la disputa del torneo. Entre 1934 y 1936 Rosario obtuvo tres lauros consecutivos; en la edición de 1935 consiguió su triunfo más resonante al derrotar 4-2 a Uruguay en el mismísimo Centenario.
En la década de 1940 se jugaron las últimas cuatro ediciones de la copa; la de 1947 cerró la competencia, con un triunfo uruguayo 2-1 en Montevideo, goles de Juan Burgueño y Chavares, habiendo igualado transitoriamente Juan Hohberg para los rosarinos.

## Palmarés
| Edición | Año   | Campeón |
| ------- | ----- | ------- |
| 1       | 1912  | Uruguay |
| 2       | 1913  | Uruguay |
| 3       | 1915  | Rosario |
| 4       | 1916  | Uruguay |
| 5       | 1917  | Uruguay |
| 6       | 1918  | Uruguay |
| 7       | 1919  | Rosario |
| 8       | 1923  | Rosario |
| 9       | 1929  | Uruguay |
| 10      | 1934* | Rosario |
| 11      | 1935  | Rosario |
| 12      | 1936* | Rosario |
| 13      | 1937* | Uruguay |
| 14      | 1938  | Uruguay |
| 15      | 1941* | Uruguay |
| 16      | 1944  | Uruguay |
| 17      | 1945  | Rosario |
| 18      | 1947  | Uruguay |

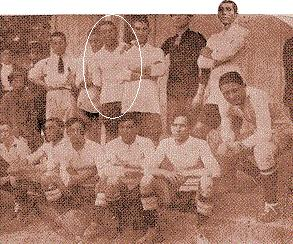
Selección Rosarina en 1916.

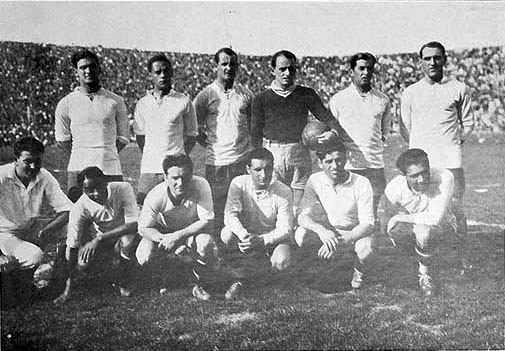
Selección Uruguaya en 1929.

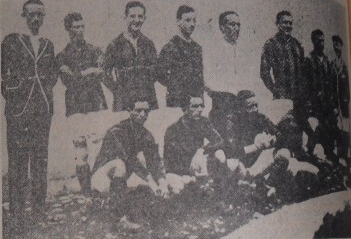
Selección Rosarina en 1919.

* Esta edición constó de partido y revancha.

### Detalle de partidos
| Octubre de 1912 | Rosario | 1:4 | Uruguay |  |  |

| 1913 | Rosario | URU GP | Uruguay |  |  |

| 25 de octubre de 1915 | Rosario | 3:2 | Uruguay | Estadio Gimnasia, Rosario |  |
|                       | Carlos Guidi Airaldi; Zenón Díaz, Varni; Johnston, Eduardo Blanco, Faggiani; Antonio Blanco, Atilio Badalini, Harry Hayes, Carlos Guidi, Pimentel |     |         |                           |  |

| 1916 | Uruguay | URU GP | Rosario |  |  |

| 9 de julio de 1917 | Rosario | 0:1 | Uruguay |  |  |

| 1918 | Rosario | URU GP | Uruguay |  |  |

| 28 de septiembre de 1919 | Rosario | 4:1 | Uruguay | Estadio Gimnasia, Rosario |  |
|                          | Julio Libonatti · Atilio Badalini · Umberto Libonatti · Gabino Sosa Eduardo Araya; Isidoro Bourguignon , Adolfo Celli; Pablo Molina, Ernesto Celli, Manuel Fernández; Julio Libonatti, Humberto Libonatti, Atilio Badalini, Gabino Sosa, Juan Francia |     | Marcelino Fraga · Clavijo; Urdinarrain, Alfredo Foglino; Marroche, Seijas, Ruotta; Pascual Somma, Ángel Romano, Marcelino Fraga, Isabelino Gradín, Pérez |                           |  |

| 1 de septiembre de 1923 | Rosario | 3:1 | Uruguay |  |  |
|                         | Vicente Aguirre Nuin; Adolfo Celli, Florencio Sarasíbar; Chabrolín, Salcedo, Jacinto Perazzo; Antonio Macías, Antonio Miguel, Gabino Sosa, Vicente Aguirre, Juan Francia |     |         |  |  |

| Agosto de 1929 | Rosario    | 1:2 | Uruguay | Estadio Newell's Old Boys, Rosario |  |
|                | Del Felice |     |         |                                    |  |

| 1934 | Rosario | 5:2 | Uruguay | Estadio Newell's Old Boys, Rosario |  |
|      | Sebastián Guzmán · Julio Aurelio Gómez · Pereyra · Enrique García Ernesto Funes; Garramendy, Fiocchi; A. Díaz, Germán Gaitán, Denessini; Juan Cagnotti, Julio Aurelio Gómez, Sebastián Guzmán, Pereyra, Enrique García |     | Aníbal Ciocca · Héctor Castro · Enrique Ballesteros; Lorenzo Fernández, Muñíz; Zunino, Legoburo, Denis; Braulio Castro, Aníbal Ciocca, Héctor Castro, Enrique Fernández, Piriz |                                    |  |

| 1934 | Uruguay | 2:2 | Rosario | Estadio Centenario, Montevideo |  |
|      | Enrique Fernández · Héctor Castro Enrique Ballesteros; José Nasazzi, Muñíz; Zunino, Andreolo, Pérez; Miguel Andreolo, Taboada, Aníbal Ciocca, Héctor Castro, Enrique Fernández, Braulio Castro |     | Pereyra · Julio Aurelio Gómez Ernesto Funes; Ezequiel Tarrío, Acosta; A. Díaz, Germán Gaitán, Conti; Freije, Julio Aurelio Gómez, Sebastián Guzmán, Pereyra, Enrique García |                                |  |

| 29 de diciembre de 1935 | Uruguay | 2:4 | Rosario                       | Estadio Centenario, Montevideo |  |
|                         |         |     | Eduardo Gómez · Nicanor Kagel |                                |  |

| 1936 | Rosario       | 1:1 | Uruguay             | Estadio Newell's Old Boys, Rosario |  |
|      | Eduardo Gómez |     | Segundo Villadóniga |                                    |  |

| 15 de octubre de 1936 | Rosario | 1:0 | Uruguay | Estadio Chacarita Juniors, Villa Maipú |  |
|                       | Vicente de la Mata Ernesto Funes; Armando Faggoti, Aurelio Bona; Alfredo Díaz, Héctor Barón, Dante Bianchi; José Vilariño, Vicente de la Mata, José Liztherman, Roberto D'Alessandro, Juan Cerro |     |         |                                        |  |

| 5 de septiembre de 1937 | Uruguay         | 1:0 | Rosario | Estadio Centenario, Montevideo |  |
|                         | Severino Varela |     |         |                                |  |

| 26 de octubre de 1937 | Rosario | 0:0 | Uruguay | Estadio Rosario Central, Rosario |  |

| 1938 | Rosario | URU GP | Uruguay |  |  |

| 19 de junio de 1941 | Uruguay | 3:0 | Rosario                                                                                                  | Estadio Centenario, Montevideo |  |
|                     |         |     | Di Marco; Cossio, Anderé; Villalba, Rezzoagli, Fernández; Gayol, Mario Casagrande, Vidal, Scalona, López |                                |  |

| Julio de 1941 | Rosario                                | 2:0 | Uruguay |  |  |
|               | Mario Casagrande · Juan Carlos Heredia |     |         |  |  |

| 1944 | Rosario | URU GP | Uruguay |  |  |

| 6 de enero de 1945 | Rosario                           | 2:1 | Uruguay | Estadio Newell's Old Boys, Rosario |  |
|                    | Humberto Fiore · Mario Casagrande |     |         |                                    |  |

| 11 de febrero de 1947 | Uruguay | 2:1 | Rosario | Estadio Centenario, Montevideo |  |
|                       | Juan Burgueño 34' · Chavares 71' Besuzzo; Bermúdez, Walter Holdoway; Luz, Washington Gómez, José Cagija; Barbales, José García, Chavares, Juan Burgueño, Luis Ernesto Castro |     | Juan Hohberg 61' · Musimessi; Armandola, Sobrero; R. Martínez, César Castagno, Galacho; E. Ferreyra, Santos, Federico Geronis, Juan Hohberg, Rubén Marracino |                                |  |

## Estadística
Títulos por selección
- Uruguay: 11
- Rosario: 7

Historial
- Partidos ganados por  Uruguay: 11
- Partidos ganados por  Rosario: 8
- Empates: 3

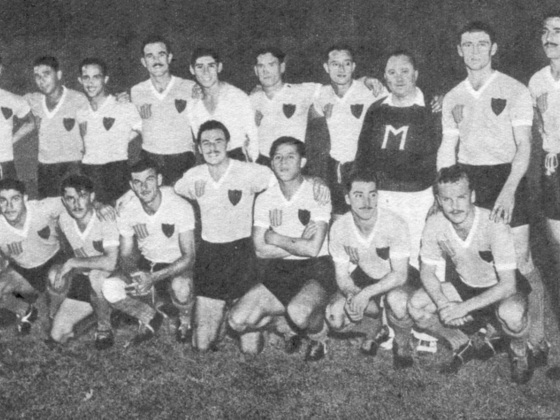
Selección Rosarina en 1944.

Mayor cantidad de títulos consecutivos
- Uruguay: 4 (1937, 1938, 1941, 1944)
- Rosario: 3 (1934 a 1936)